# Ajstulf
Ajstulf je bil od leta 744 vojvoda Furlanije, od leta 749 kralj Langobardov in od leta 751 vojvoda Spoleta, * ni znano, Čedad,  † 756, Pavia.
Ajstulfov oče je bil furlanski vojvoda Pemo. Vojvodski položaj je nasledil od svojega brata Rathisa, ki je leta 744 postal kralj Langobardov. Ko je brat leta 749  odstopil in se umaknil v samostan, ga je nasledil tudi  na langobardskem prestolu. Nadaljeval je njegovo politiko širjenja kraljestva in pohodov proti papežem in bizantinskemu Ravenskemu eksarhatu. Leta 751 je zavzel Raveno in ogrozil Rim, od katerega je zahteval plačevanje glavarine.  Isto leto je osvojil tudi bizantinsko Istro. 
Papeži, temeljito razdraženi in obupani, so za pomoč zaprosili bizantinskega cesarja, potem pa so se obrnili na karolinške dvorne majordome Avstrazije, ki so bili dejanski vladarji Frankovskega kraljestva. Papež Gregor III. je leta 741 za pomoč zaprosil Karla Martela, ki je bil preveč zaposlen drugje in je pomoč odklonil.  Leta 753 je papeža Štefana II. obiskal Martelov sin Pipin Mali, ki je bil dve leti pred tem s soglasjem papeža Zaharije razglašen za kralja Frankov. Pipin je v zahvalo za papeževo soglasje h kronanju prečkal Alpe, porazil  Ajstulfa in dal papežu ozemlje, ki ga je Ajstulf odvzel Rimski vojvodini (Ducatus Romanus) in Ravenskemu eksarhatu (Emilia-Romagna in Pentapolis).
Ajstulf je umrl na lovu leta 756. Na položaju kralja Langobardov ga je nasledil Deziderij, na položaju spoletskega vojvode pa Alboin. Furlanijo je po prihodu na langobardski prestol  in  poroki z Gizaltrudo leta 749 odstopil svojemu svaku, nonaltulskemu opatu Anzelmu.

## Sklic
1. ↑   Lombard Kings.  GermanTribes.org. Arhivirano iz izvirnika 18. julija 2010. Pridobljeno 18. julija 2010.

| Ajstulf Rojen: ni znano Umrl: 756 |                           |                      |
| Vladarski nazivi                  |                           |                      |
| Predhodnik: Rathis                | Vojvoda Furlanije 744–749 | Naslednik: Anzelm    |
| Predhodnik: Rathis                | Kralj Langobardov 749–756 | Naslednik: Deziderij |
| Predhodnik: Unolf                 | Vojvoda Spoleta 751–756   | Naslednik: Alboin    |